# رادوشا (اوژیتسه)
رادوشا (به صربی: Raduša) یک منطقهٔ مسکونی در صربستان است.